# Atlético Boadilla
El Atlético Boadilla FS de Boadilla del Monte, Comunidad de Madrid fue un equipo de fútbol sala fundado en 1991. 

## Historia
Ascendió a División de Honor desde la División de Plata en la temporada 2000/01. En su primer año en la máxima categoría del fútbol sala español realizó una buena campaña, acabando 8.º y clasificándose para el playoff por la liga. Cayó en cuartos de final frente a ElPozo Murcia por 2-0. La siguiente temporada fue incluso mejor que la anterior, acabando en 6.ª posición. Volvió a caer en cuartos esta vez por 2-1 frente a Miró Martorell.
En la temporada 2002/03, la última del equipo, hizo un papel digno, salvando la categoría con una 11.ª posición, pero peor que en las dos campañas anteriores,
En total, jugó 3 temporadas en División de Honor. Desaparece en 2004, cuando el Atlético Boadilla y el Club Fútbol Sala Las Rozas se fusionan con la idea de ser más fuertes de cara al futuro, formando el UD Boadilla Las Rozas. Este club participó en División de Honor en la temporada 2004/2005 con la plaza del Atlético Boadilla, no pudiendo mantener la categoría y descendiendo a División de Plata.